# Wiosnówka (Ukraina)
Wiosnówka (ukr. Веснівка, Wesniwka) – wieś na Ukrainie, w obwodzie tarnopolskim, w rejonie tarnopolskim.
Znajdują tu się przystanki kolejowe Wesniwka i Sadowa, położone na linii Tarnopol – Stryj.